# Freddie Frith
Frederick Lee Frith, mais conhecido como Freddie Frith, OBE (Grimsby, 30 de maio de 1909 – Grimsby, 24 de maio de 1988), foi um motociclista britânico, campeão do mundo nas 350cc.
Bicampeão europeu de motovelocidade nas 350cc, com o primeiro título vindo em 1936, e o segundo em 1948 (não houve edições do campeonato entre em 1940 e 1946 devido a Segunda Guerra Mundial, a qual participou), primeiro campeão mundial de motovelocidade nas 350cc, em 1949, e seis vezes vencedor do prestigioso TT da Ilha de Man, Frith é muito lembrado como um dos poucos a terem conquistado títulos antes e depois da Segunda Guerra.